# Trzeci rząd Kazimierza Sabbata
Trzeci rząd Kazimierza Sabbata – gabinet pod kierownictwem premiera Kazimierza Sabbata, istniał od 20 czerwca 1979 do 17 grudnia 1983 roku.
Skład rządu
- Kazimierz Sabbat –  prezes Rady Ministrów i minister spraw zagranicznych
- gen. bryg. Stefan Brzeszczyński – minister spraw wojskowych (do 14 maja 1980)
- gen. bryg. Jan Zygmunt Berek – minister spraw wojskowych (od 15 maja 1980)
- Stanisław Borczyk – minister skarbu
- Bolesław Dziedzic – minister sprawiedliwości
- Jerzy Zaleski – minister spraw krajowych (do 29 listopada 1981)
- Edward Szczepanik – minister spraw krajowych (od 29 listopada 1981)
- dr Mieczysław Skowroński-Sas – minister spraw emigracji (do 20 listopada 1982)[1]
- Zbigniew Scholtz – minister oświaty i kultury
- ppłk dypl. Roman Czerniawski – minister
- Edward Szczepanik – minister (od 9 października 1980)[2]
- Jerzy Zaleski – minister (od 29 listopada 1981)
- Walery Choroszewski – minister spraw emigracji (od 22 listopada 1982)
- Tadeusz Drzewicki – minister (od 25 kwietnia 1983)[3]
- Tadeusz Lasko - podsekretarz stanu
- Bohdan Wendorff - podsekretarz stanu
- mjr żand. Maksymilian Lorenz - podsekretarz stanu
- Leszek Stachów - podsekretarz stanu